# Église Saint-Saulge de Saint-Saulge
L'église Saint-Saulge est une église catholique située à Saint-Saulge, en France.

## Présentation
L'église est située dans le département français de la Nièvre, sur la commune de Saint-Saulge. L'édifice est classé au titre des monuments historiques par la liste des monuments historiques protégés en 1840.